# Beata Grabarczyk
Beata Grabarczyk (ur. 25 lutego 1971 w Radomiu) – polska dziennikarka i prezenterka radiowo-telewizyjna.

## Życiorys
Absolwentka Wydziału Dziennikarskiego Uniwersytetu Warszawskiego. Od 1993 pracowała w Polskim Radiu w IAR. Potem przeszła do Radia Zet. Po grupowym odejściu dziennikarzy z tej stacji w 2000, przeszła do RMF FM. Była też reporterką Dziennika w TV4, a następnie reporterką i prezenterką Wydarzeń w Polsacie. Do stycznia 2014 prowadziła magazyn To był dzień w Polsat News. Do 2018 była szefową anteny Polsat News 2. W tym samym roku została rzeczniczką prasową firmy Emitel.
W styczniu 2020 rozpoczęła współpracę z działem wideo Ringier Axel Springer Polska, gdzie do czerwca prowadziła za pośrednictwem serwisu YouTube oraz portalu internetowego Faktu rozmowy z publicystami i politykami w programie Koronawirus. Raport Faktu. Od 10 lipca 2020 prowadzi na antenie Radia Nowy Świat audycje Deliberatorium oraz Punkt widzenia. Początkowo była także w poniedziałki i środy gospodarzem pasma porannego stacji, pt. Nowy świt, w którym to od 3 sierpnia przeprowadza wyłącznie rozmowy w  cyklu publicystycznym, a pozostałą część programu prowadzi od tego czasu Maciej Orłoś. Jest również wydawcą tego programu. Współpracuje z internetowym kanałem braci Sekielskich, gdzie od 2023 roku współprowadzi audycję Studio wyborcze. 